# دیو رمزی
دیوید لارنس رمزی (به انگلیسی:David Lawrence Ramsey؛ متولد ۳ سپتامبر ۱۹۶۰) با نام اختصاری دیو رمزی، مجری رادیو، نویسنده و بازرگان اهل ایالات متحده آمریکا است.

## پس‌زمینه

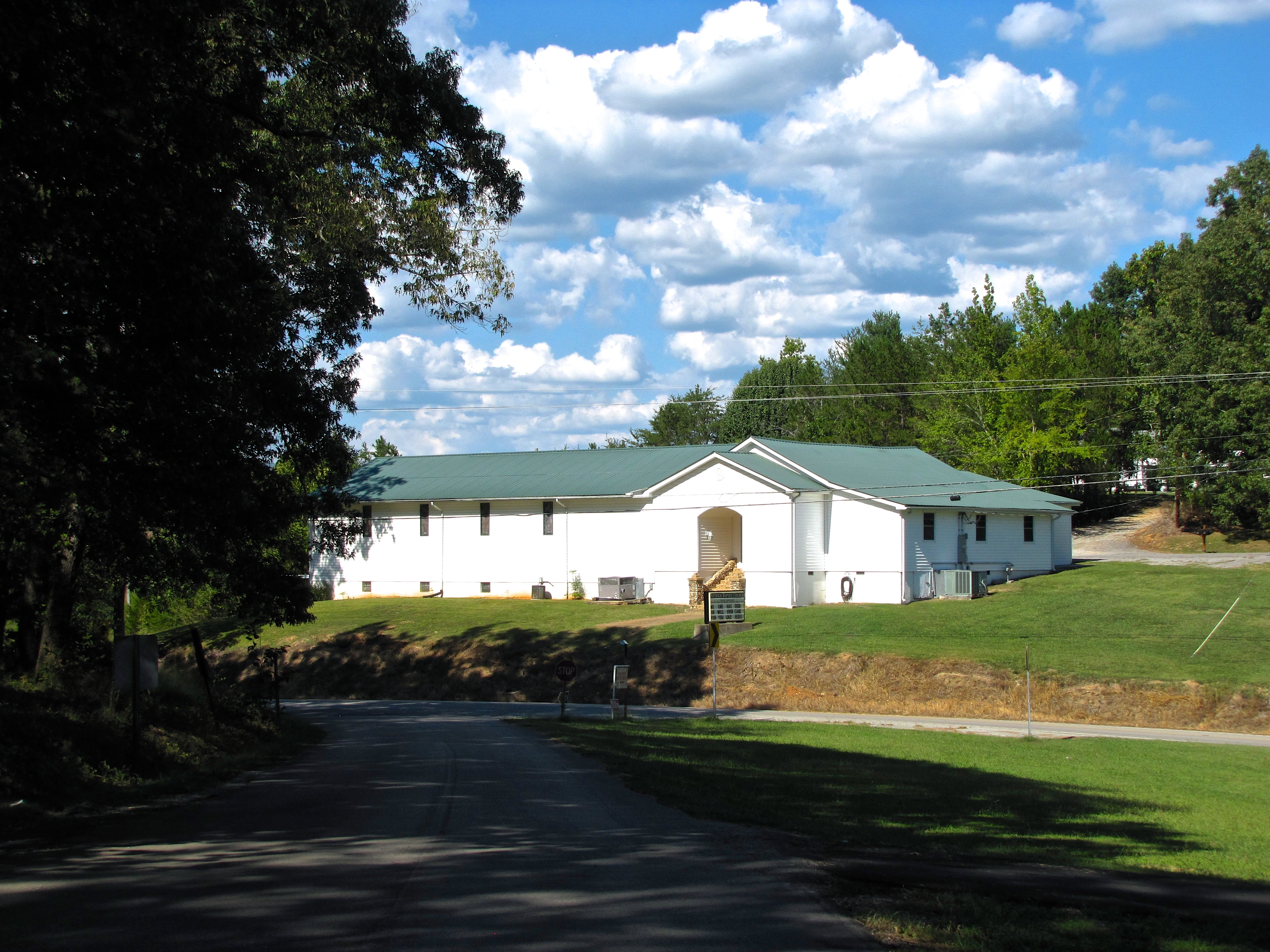
کلیسای شهر آنتیوک

رمزی متولد و بزرگ شده شهر آنتیوک در ایالت تنسی است. او در سال ۱۹۸۲با مدرکی در رشته مالی و مسکن از دانشگاه تنسی فارغ‌التحصیل شد. رمزی به عنوان سرمایه‌گذار املاک و مستغلات، با انجام امور تجاری تحت شرکت شخصی خود، تا سال ۱۹۸۶ موفق به تحت کنترل گرفتن املاک تا ارزش چهار میلیون دلار شد. بانکی که املاک و مستغلات رمزی را تأمین مالی می‌کرد، به یک بانک بزرگتر فروخته شد و بانک مربوط خواستار بازپرداخت سریع وام‌ها بود. رمزی به دلیل عدم توانایی در بازپرداخت در نهایت ورشکستگی خود را در سپتامبر سال ۱۹۸۸ اعلام کرد.
رمزی پس از بهبود نسبی وضعیت مالی، مشاوره به زوج‌ها را در کلیسای محلی خود آغاز کرد. دروس و تکنیک‌های او به مرور گسترش یافتند که در نهایت منجر به چاپ اولین کتاب او به نام «آرامش مالی» در سال ۱۹۹۲ شد. آرامش مالی پس از انتشار، وارد فهرست کتاب‌های پرفروش نیویورک تایمز شد. موفقیت اولین کتاب رمزی باعث شد او برنامه رادیویی و شرکت مشاوره مالی خود را آغاز کند.